# Atticus Shaffer
Atticus Shaffer (* 19. června 1998 Santa Clarita, Kalifornie, USA) je americký herec známý pro roli Bricka Hecka v sitcomu Průměrňákovi na stanici ABC a také za dabování Edgara ve filmu Frankenweenie (2012), Ono v Disney Junior sérii Lví hlídka, a za jeho krátké působení ve filmu Hancock (2008).

## Osobní život
Atticus Shaffer se narodil v Santa Claritě v Kalifornii a je syn Rona a Debbie Shafferových. Žije v Actonu v Kalifornii.
Shaffer má čtvrtý typ osteogenesis imperfecta, která způsobuje křehké kosti a malý vzrůst. Proto měří pouze 1,42 metru.

## Filmografie

### Televize
| Rok        | Název                           | Role                    | Poznámky                              |
| ---------- | ------------------------------- | ----------------------- | ------------------------------------- |
| 2007       | Spolužáci                       | Jonah                   | díl: The Class Rides a Bull           |
| 2007       | Tak jde čas                     | Irský kluk              | díl 1.10632                           |
| 2007       | Human Giant                     | Wade                    | díl: Mind Explosion                   |
| 2008       | Carpoolers                      | Kluk                    | díl: Take Your Daughter to Work Day   |
| 2008       | Out of Jimmy's Head             | Aaron                   | díl: Bad Fad                          |
| 2009       | Jmenuju se Earl                 | Vesmírný táborník       | díl: Chaz Dalton's Space Academy      |
| 2009–2018  | Průměrňákovi                    | Brick Heck              | hlavní role, 215 dílů                 |
| 2010       | Extreme Makeover: Home Edition  | Sám sebe                | Speciální host, 1 díl                 |
| 2010–2014  | Rybičky                         | Albert Glass (hlas)     | 28 epizod                             |
| 2011       | Jsem v kapele                   | Eddie Nova, mladší      | díl: Camp Weasel Rock                 |
| 2011       | Tučňáci z Madagaskaru           | Vesuvius Twins (hlas)   | 3 díly                                |
| 2011       | Shake It Up                     | Zane                    | díl: Beam It Up                       |
| 2011       | ThunderCats                     | mladý Emrick (hlas)     | díl: Song of the Petalars             |
| 2012       | See Dad Run                     |                         | díl: See Dad Find His Way Home Part 1 |
| 2013–2018  | Steven Universe                 | Peedee Fryman (hlas)    | vedlejší role                         |
| 2015       | Clarence                        | Seabass (hlas)          | díl: Hoofin' It                       |
| 2016–dosud | Lví hlídka                      | Ono (hlas)              | hlavní role                           |
| 2016–2018  | Home: Adventures with Tip & Oh  | Fox (hlas)              | vedlejší role                         |
| 2017       | Pete the Cat: A Groovy New Year | Grumpy Toad (hlas)      | novoroční speciál                     |
| 2017–2018  | Pete the Cat                    | Grumpy Toad (hlas)      | 9 dílů                                |
| 2017–2019  | Star proti silám zla            | Dennis (hlas)           | 3 díly                                |
| 2018–dosud | Harvey Street Kids              | Melvin/Lobgrilla (hlas) | hlavní role                           |
| 2020       | Tenkrát poprvé                  |                         |                                       |

### Film
| Rok  | Název                                | Role                          | Poznámky               |
| ---- | ------------------------------------ | ----------------------------- | ---------------------- |
| 2008 | Odchod z Barstow                     | Chlapec v autobusu            |                        |
| 2008 | Hancock                              | Chlapec na autobusové lavičce |                        |
| 2008 | Bláznivá střela – Amerika v ohrožení | TimmAtticus                   |                        |
| 2009 | Nenarození                           | Matty Newton                  |                        |
| 2009 | Den naruby                           | malý muý                      |                        |
| 2009 | Subject: I Love You                  | Tommy (hlas)                  |                        |
| 2012 | Frankenweenie: Domácí mazlíček       | Edgar (hlas)                  |                        |
| 2013 | Štěňata v akci                       | Monk-E (hlas)                 |                        |
| 2015 | Lví hlídka: Návrat mocného řevu      | Ono (hlas)                    | Televizní film         |
| 2016 | Monkey Up                            | Mooner (hlas)                 |                        |
| 2017 | The Lion Guard: The Rise of Scar     | Ono (hlas)                    | Televizní film         |
| 2017 | I'll Be Next Door for Christmas      | Archie                        |                        |
| 2017 | Home: For the Holidays               | Fox (hlas)                    | TV krátkometrážní film |

### Rádio
| Rok        | Název                 | Role         | Poznámky      |
| ---------- | --------------------- | ------------ | ------------- |
| 2016–dosud | Adventures in Odyssey | Maury Rydell | vedlejší role |

### Vystoupení
| Rok                    | Název                                  | Poznámky                                  |
| ---------------------- | -------------------------------------- | ----------------------------------------- |
| 2009, 2010, 2011       | Jimmy Kimmel Live!                     | 3 epizody                                 |
| 2010, 2013, 2014, 2015 | The View                               | 4 epizody                                 |
| 2010                   | Bonnie Hunt Show                       | díl vysílaný 30. března 2010              |
| 2010, 2017             | Entertainment Tonight                  | 2 díly                                    |
| 2010                   | Lopez Tonight                          | díl vysílaný 3. listopadu 2010            |
| 2010                   | The Tonight Show with Jay Leno         | díl: #19.44                               |
| 2010                   | 79th Annual Hollywood Christmas Parade | díl vysílaný 10. prosince 2010            |
| 2011                   | 25th Annual Genesis Awards             | díl vysílaný 30. dubna 2011               |
| 2011                   | Conan                                  | díl: The Container Store Of My Discontent |
| 2011                   | Extreme Makeover: Home Edition         | díl: The Sharrock Family                  |
| 2012                   | Good Morning America                   | díl vysílaný 6. února 2012                |
| 2012                   | Live with Kelly a Michael              | díl vysílaný 6. února 2012                |
| 2012                   | Made in Hollywood                      | díl: #8.3                                 |
| 2013                   | The Queen Latifah Show                 | díl : #1.8                                |
| 2013                   | 40th Annual Annie Awards               | Moderátor                                 |
| 2013                   | The Chew                               | díl: Meals from the Heartland             |
| 2014, 2015, 2018       | Home & Family                          | 3 díly                                    |
| 2015                   | Ok! TV                                 | díl vysílaný 16. října 2015               |
| 2016                   | The Real                               | díl vysílaný 15. ledna 2016               |

## Ocenění a nominace
| Rok     | Asociace            | Kategorie                                                           | Film nebo seriál | Výsledek  | Ref.  |
| ------- | ------------------- | ------------------------------------------------------------------- | ---------------- | --------- | ----- |
| 2010    | Media Access Awards | Cena za rozmanitost pro herce s fyzickým nebo psychickým postižením |                  | vítězství | [ 8 ] |
| 2010/11 | Young Artist Awards | Nejlepší mladé obsazení televizního seriálu                         | Průměrňákovi     | nominace  |       |
| 2013    | Cena Annie          | Nejlepší hlas ve filmové produkci                                   | Frankenweenie    | nominace  | [ 9 ] |